# Adelpherupa
Adelpherupa är ett släkte av fjärilar. Adelpherupa ingår i familjen Crambidae.
Kladogram enligt Catalogue of Life:
| Adelpherupa | \| \| Adelpherupa albescens \| \| \| \| \| \| Adelpherupa auruntiacus \| \| \| \| \| \| Adelpherupa gymnastica \| \| \| \| \| \| Adelpherupa typicota \| \| \| \| |
|             | \| \| Adelpherupa albescens \| \| \| \| \| \| Adelpherupa auruntiacus \| \| \| \| \| \| Adelpherupa gymnastica \| \| \| \| \| \| Adelpherupa typicota \| \| \| \| |
|             | Adelpherupa albescens |
|             | |
|             | Adelpherupa auruntiacus |
|             | |
|             | Adelpherupa gymnastica |
|             | |
|             | Adelpherupa typicota |
|             | |